# Lepidosperma amantiferrum
Lepidosperma amantiferrum är en halvgräsart som beskrevs av Russell Lindsay Barrett. Lepidosperma amantiferrum ingår i släktet Lepidosperma och familjen halvgräs. Inga underarter finns listade i Catalogue of Life.